# Mahila Atma Raksha Samiti
La Mahila Atma Raksha Samiti (Bengalí: মহিলা আত্মরক্ষা সমিতি, 'Associació d'Autodefensa de les Dones', abreujat MARS) va ser un moviment de dones a Bengala, Índia. La MARS era una organització de masses vinculada al Partit Comunista de l'Índia.

## Fundació
La MARS es va fundar l'any 1942, en plena Segona Guerra Mundial i en vigílies de la fam de la Gran Bengala. Calcuta es va omplir de dones que fugien de la fam al camp, convertint-se en presa d'explotació sexual (ja fos enviades a campaments militars o atretes o forçades a prostituir-se a la ciutat). El nombre de dones als bordells de Calcuta es va duplicar. S'estaven produint incidents d'abusos sexuals o segrests de dones locals per part de soldats estatunidencs. Com a reacció a aquests fets, un grup de dones comunistes va organitzar la MARS.
Aquesta organització va tenir el seu origen en el Congrés Mahila Sangha, que tingué lloc a Calcuta l'any 1939 amb l'objectiu de preparar la defensa contra una ocupació japonesa de Bengala. L'any 1941 s'havien sumat al grup dones comunistes, algunes de les quals havien sortit recentment de la presó.

## Lideratge
Rani Mitra Dasgupta, Manikuntala Sen i Renu Chakravartty van ser líders clau de la MARS. Però l'organització també va reunir dones liberals i no comunistes prominents com Rani Mahalanobis i Leela Mazumdar. Mahalanobis va exercir com a presidenta de la MARS.

## Primeres lluites
La MARS va donar suport a la lluita per la independència de l'Índia, va instruir les dones en autodefensa, va advertir contra el feixisme, va exigir l'alliberament dels presos polítics i va intentar defensar la població de la fam. L'organització va mobilitzar activitats de socors per a les comunitats afectades per la fam.
El 17 de març de 1943, MARS va mobilitzar 5.000 dones per marxar a l'Assemblea Legislativa de Bengala en protesta contra les pujades dels preus dels aliments. La marxa de Calcuta va ser seguida per les marxes de la fam a Dinajpur, Chittagong, Midnapur, Badarganj, Madaripur, Pabna i Bankura.
La MARS va celebrar la seva primera conferència l'abril de 1943. Va ser presidida per Mohini Devi i Ela Reid va actuar com a secretària d'organització.
Les sucursals de la MARS es van establir a tots els districtes de Bengala i es van mobilitzar protestes a tota la província. El 1944 el moviment comptava amb 43.500 membres. Més endavant, la MARS tindria un paper clau en la lluita de Tebhaga: "Tebhaga andolan Jodi prodeep hoye taahole MARS holo sholte pakano" (Si el moviment Tebhaga fos un llum, aleshores el Mahila Atmaraksha Samiti (MARS) representava el rodatge de la metxa).
"Quan va començar Tebhaga, havia actuat un factor crític que havia preparat les dones, tant urbanes com rurals, de Bengala per participar en la lluita camperola. Aquesta va ser l'experiència del treball polític conjunt en un moviment de dones organitzat coordinat per la MARS des de 1942, i la interacció sostinguda de les activistes urbanes de la MARS i del Partit Comunista (PC) amb una població rural devastada en els treballs de socors i les marxes polítiques durant i després de la fam de Bengala de 1943. Aquesta experiència històrica de la MARS havia marcat la participació de les dones a Tebhaga com a qualitativament diferent de les dels moviments agraris anteriors, com Tanka, Hattola i Adhiar en què les camperoles ja s'havien fet políticament actives el 1937, encara que no en nombre tan gran com a Tebhaga."

## Després de la partició
El 1947, el nom de l'organització es va canviar a Paschim Bangha Mahila Atma Raksha Samti (পশ্চিমবঙ্গ মহিলা আত্মাসিরসিরিিরমবঙ্গ মহিলা আত্মা঍মরসিरিিरিিরিিरিিরিিরিিরিিম El 27 d'abril de 1949 la MARS va organitzar una concentració a Calcuta en suport de la vaga de fam dels presos polítics. La policia va obrir foc contra la manifestació a Bowbazar, matant sis persones.
L'abril de 1954, la MARS comptava amb una afiliació de 18.000 persones, de les quals la majoria pertanyien a la pagesia o treballaven en molins de jute. La MARS va prendre la iniciativa de la fundació de la Federació Nacional de Dones Índies dos mesos després.